# Archangelská oblast
Archangelská oblast (rusky Архангельская область, Archangeľskaja oblasť) je oblast na severním pobřeží evropské části Ruska. Byla vyhlášena 23. září 1937. Má rozlohu 587 400 km² (z toho 176 700 km² připadá na Něnecký autonomní okruh a 104 400 km² na ostrovy – zejména Novou zemi a Zemi Františka Josefa). Roku 2010 měl asi 1,19 mil. obyvatel, k roku 2018 se odhaduje pokles na 1,15 milionu. Hlavním městem je Archangelsk (asi 350 tisíc obyvatel, tj. bezmála třetina všech obyvatel oblasti), dalšími většími městy jsou Severodvinsk na pobřeží nebo Kotlas ve vnitrozemí. Oblast je součástí Severozápadního federálního okruhu. Od 90. let 20. století je oblast neoficiálně nazývána Pomoří.

## Historie
Archangelská oblast byla vyhlášena 23. září 1937.

## Oblastní symboly

### Vlajka
Vlajka Archangelské oblasti je tvořena bílým listem o poměru stran 2:3 se světle modrým, úhlopříčným křížem (svatoondřejským). Ramena kříže jsou široká 1/10 délky vlajky. Ve středu kříže je umístěn znak oblasti, včetně honosných kusů kolem štítu. Výška znaku je 10/23 šířky vlajky, šířka je 1/4 délky vlajky.

## Geografie
Oblast hraničí s Karelskou republikou na západě, s Vologdskou oblastí na jihu a jihozápadě, krátce s Kirovskou oblastí na jihovýchodě, s Komijskou republikou na východě a Něnecký autonomní okruh hraničí na severovýchodě také s Jamalskoněneckým autonomním okruhem Ťumenské oblasti. Dlouhé a členité pobřeží omývají (od západu) Bílé moře, Barentsovo moře, Pečorské moře a Karské moře. Oblast zahrnuje souostroví Novou zemi a Zemi Františka Josefa v Severním ledovém oceánu a Solovecké ostrovy v Bílém moři.
Oblast se nachází na severovýchodním okraji Východoevropské roviny. Ve střední části (mezi Timanským krjažem a Oněgou) se rozprostírá zvlněná rovina, rozčleněná širokými říčními údolími (Severní Dvina, Piněga, Mezeň). Úseky bažinatých rozvodí mají nadmořskou výšku 150 až 270 m (Konošská a Njandomská vysočina a Bělomořsko-Kulojská planina). Mezi Oněgou a Severní Dvinou a v povodí Kuloje jsou rozvinuté krasové formy reliéfu. Východně od Timanského krjaže se rozkládá rozsáhlá bažinatá Pečorská nížina, jejíž převážnou část vyplňuje Bolšezemelská a Malozemelská tundra (v centrálních částech dosahují morénové valy výšek 250 až 275 m). Na severozápadě se táhne horské pásmo Větrný Pojas (do 344 m) a východně Timanský krjaž (do 303 m), Kanin Kameň (do 242 m), hřbet Paj-Choj (do 467 m).

### Ostrovy
- Kolgujev
- Nová země
- Solovecké ostrovy
- Vajgač
- Viktorija
- Země Františka Josefa

## Administrativní dělení
- Městské okruhy - Archangelsk, Korjažma, Kotlas, Mirnyj, Narjan-Mar,[pozn. 1] Novodvinsk, Severodvinsk
- Rajóny - Hornotoemský, Cholmogorský, Kargopolský, Konošský, Kotlaský, Krasnoborský, Lenský, Lešukonský, Mezenský, Nová země,[pozn. 2] Ňandomský, Oněžský, Piněžský, Plesecský, Primorský,[pozn. 3] Šenkurský, Usťjanský, Velský, Vilegodský, Vinogradovský, Zapolární rajón[pozn. 4]

### Obydlená místa
- Centrum oblasti – město Archangelsk.
- Další města – Kargopol, Korjažma, Kotlas, Mezeň, Mirnyj, Narjan-Mar, Novodvinsk, Ňandoma, Oněga, Severodvinsk, Solvyčegodsk, Šenkursk, Velsk.
- Další větší sídla (nad 5000 obyvatel) – Bereznik, Iskatělej, Konoša, Krasnoborsk, Kuloj, Lešukonskoe, Okťabrskij, Pleseck (město), Savinskij, Severooněžsk, Vyčegodskij.

Dne 2. února 2022 spustila ruská vláda program Hektar v Arktidě, kdy nabízí svým občanům hektar půdy zdarma pro přesídlení, rozvoj ekoturistiky, zemědělství apod. Pozemek je nabízen na pět let bez placení, následně si jej budou ruští občané moci koupit, pronajmout a nebo vrátit. Rusko si od toho slibuje příliv nových lidí do arktických oblastí. Jednou z určených oblastí je právě Archangelská oblast.

## Klima

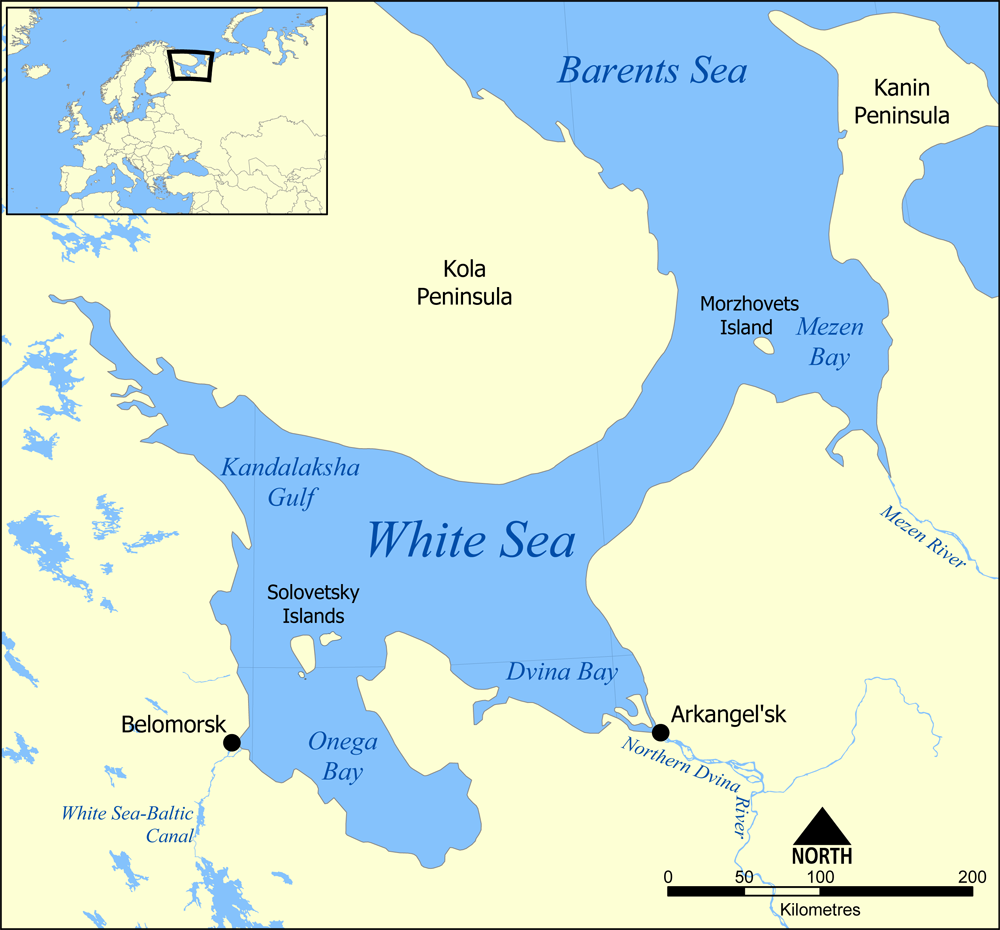
Mapa Bílého moře

Podnebí je drsné. Zima je studená, průměrná teplota v lednu v Amděrmě je -18,4 °C, v Archangelsku -12,5 °C a v Kotlase -14 °C. Průměrná teplota v červenci je 16,5 až 17 °C na jihu a 8 až 10 °C na severovýchodě. Na pobřeží Bílého moře jsou časté mlhy (40 až 60 dní za rok). Charakteristická je nestálost počasí. Průměrné roční množství srážek je v Něneckém autonomním okruhu 300 až 400 mm a na jihu oblasti 500 až 550 mm. V severovýchodní části od 66° s.š. je věčně zmrzlá půda.

## Vodní zdroje
Pobřežní části moře jsou mělké s mnohými mělčinami. Oblast má hustou síť řek a jezer. Všechny řeky (s výjimkou Ileksy) patří k úmoří Severního ledového oceánu. Největší z nich je Severní Dvina (s přítoky Vyčegda, Piněga, Vaga), Oněga, Mezeň a dolní Pečora. V době jarních vysokých vodních stavů řekami odteče 50 až 60 % ročního odtoku a v létě voda opadá. V oblasti je přibližně 2,5 tisíce jezer, která jsou soustředěná převážně v povodí Oněgy a na samém severovýchodě. Největší z nich jsou Lača, Kenozero, Kožozero, Golodnaja guba a Golcovo.

## Půdy a flóra
V souvislosti s rovinným reliéfem jsou zřetelně viditelné šířkové zóny půd a rostlinstva. Na severovýchodě je zóna tundry, která se dělí na podzóny arktickou, mechově-lišejníkovou a jižní keřovitou. Půdy jsou zde tundrové lepkavé a tundrové bažinaté. Zóna lesotundry je charakteristická kombinací řídkých lesů s bezlesými tundrovými úseky. Převládají zde půdy rašelinová lepkavá půda a mírně podzolové. Lesní plocha zaujímá polovinu oblasti. Velká část oblasti se rozkládá v pásmu severské a střední tajgy. V lesích rostou převážně smrky a borovice. Na východě jsou široce rozšířené listnaté lesy a vyskytují se zde také jedle. V severské tajze (přibližně do 64° s.š.) se lesy vyznačují nízkou produktivitou. Rozsáhlé plochy jsou vyplněny rašeliníkovými bažinami. Půdy jsou podzolové lepkavé a rašelinově bažinaté. Ve střední tajze jsou lesy hustší a jejich kapacita je vyšší. Půdy jsou podzolové, podzolově bažinaté a místy (na jihozápadě) drnově podzolové. V dolinách řek v tajze významnou plochu zaujímají zaplavované louky.

## Fauna
Fauna oblasti má velký průmyslový význam. Žijí zde polární lišky, sobi, bělokur horský i rousný, veverky, polární zajíci, lišky, medvědi, vlci a lesní ptactvo (jeřábek lesní, tetřívek obecný, tetřev hlušec).